# Jhon Durán
Jhon Durán, né le 13 décembre 2003 à Medellín (Colombie), est un footballeur international colombien qui évolue au poste d'attaquant au Fenerbahçe SK, en prêt d'Al-Nassr FC.

## Biographie
Né à Medellín, Jhon Durán a néanmoins grandi à Zaragoza, dans le Bajo Cauca (es), au nord du département d'Antioquia,.

### Carrière en club

#### Débuts en Colombie
Formé à Envigado, où il est arrivé à l'âge de 11 ans, Jhon Durán fait ses débuts en équipe première le 9 février 2019 pour la victoire 1-0 de son équipe en Primera A contre l'Alianza Petrolera. Dès ce premier match, il s'illustre dans le jeu remplaçant Cristian Arrieta (es) après la fin du temps réglementaire et étant au cœur de l'action qui provoque le penalty de la victoire,,,.
Le 13 février 2019, à l'âge de 15 ans et pile trois mois, il connait sa première titularisation à la pointe de l'attaque lors du match nul 1-1 en Coupe de Colombie contre les Jaguares de Cordoba.
Le 1er septembre 2019, il marque son premier but pour sa première titularisation en championnat, lors d'un match nul 3-3 contre les Águilas Doradas, devenant alors le deuxième plus jeune buteur de l'histoire de la première division colombienne à seulement 15 ans et 263 jours,.

#### Révélation en MLS
En janvier 2021, Jhon Durán signe un contrat afin de rejoindre le Fire de Chicago en Major League Soccer (MLS) à partir de la saison 2022. Auteur d'un exercice 2022 de qualité avec 8 buts inscrits en 28 rencontres, dont 15 comme titulaire, il devient un élément convoité par de nombreux clubs lors de l'ouverture du marché des transferts en janvier 2023,.

#### Eclosion à Aston Villa
Le 17 janvier 2023, c'est finalement Aston Villa qui obtient la signature du joueur,. Dans le transfert, le Fire de Chicago obtient 18 millions de dollars, avec 4 millions supplémentaires en bonus éventuels et un pourcentage à la potentielle revente du joueur. Jhon Durán fait rapidement ses preuves avec Aston Villa et montre rapidement sa capacité à changer le cours d'un match. Cependant malgré quelques entrées percutantes il ne parvient pas à gagner une place de titulaire en pointe occupée par le très performant Ollie Watkins. A la fin de l'année 2024, Duran marque plusieurs buts spectaculaires qui contribuent à le faire connaître à travers le monde du football, ce qui ne laisse pas indifférent les nombreux clubs qui se l'arrachent au mercato hivernal.

#### Départ pour l'Arabie saoudite
Le 31 janvier 2025, Jhon Durán s'engage avec l'Al-Nassr FC en paraphant un contrat de cinq ans et demi, soit jusqu'en juin 2030,,. Le montant de son transfert est estimé à 75 millions d'euros,.

### Carrière en sélection nationale
Ayant notamment connu les sélections régionales d'Antioquia, Durán rejoint la sélection colombienne des moins de 17 ans l'année de ses débuts professionnels, notamment lors du Championnat sudaméricain 2019,,.

## Statistiques

### Statistiques détaillées
| Saison                | Club                  | Championnat           | Championnat | Championnat | Championnat | Coupe nationale | Coupe nationale | Coupe nationale | Coupe de la Ligue | Coupe de la Ligue | Coupe de la Ligue | Compétition(s) continentale(s) | Compétition(s) continentale(s) | Compétition(s) continentale(s) | Compétition(s) continentale(s) | Total | Total | Total |
| Saison                | Club                  | Division              | M.          | B.          | P.d.        | M.              | B.              | P.d.            | M.                | B.                | P.d.              | Comp.                          | M.                             | B.                             | P.d.                           | M.    | B.    | P.d.  |
| 2019                  | Envigado              | Primera A             | 10          | 1           | 1           | 1               | 0               | 0               | -                 | -                 | -                 | -                              | -                              | -                              | -                              | 11    | 1     | 1     |
| 2020                  | Envigado              | Primera A             | 13          | 1           | 0           | 2               | 0               | 0               | -                 | -                 | -                 | -                              | -                              | -                              | -                              | 15    | 1     | 0     |
| 2021                  | Envigado              | Primera A             | 24          | 7           | 3           | 1               | 1               | 0               | -                 | -                 | -                 | -                              | -                              | -                              | -                              | 25    | 8     | 3     |
| Sous-total            | Sous-total            | Sous-total            | 47          | 9           | 4           | 4               | 1               | 0               | -                 | -                 | -                 | -                              | -                              | -                              | -                              | 51    | 10    | 4     |
| 2022                  | Chicago Fire          | Major League Soccer   | 27          | 8           | 3           | 1               | 0               | 0               | -                 | -                 | -                 | -                              | -                              | -                              | -                              | 28    | 8     | 3     |
| 2022-2023             | Aston Villa           | Premier League        | 12          | 0           | 0           | -               | -               | -               | -                 | -                 | -                 | -                              | -                              | -                              | -                              | 12    | 0     | 0     |
| 2023-2024             | Aston Villa           | Premier League        | 23          | 5           | 0           | 1               | 0               | 1               | 1                 | 0                 | 0                 | C4                             | 12                             | 3                              | 0                              | 37    | 8     | 1     |
| 2024-2025             | Aston Villa           | Premier League        | 20          | 7           | 0           | -               | -               | -               | 2                 | 2                 | 0                 | C1                             | 7                              | 3                              | 0                              | 29    | 12    | 0     |
| Sous-total            | Sous-total            | Sous-total            | 55          | 12          | 0           | 1               | 0               | 0               | 3                 | 2                 | 0                 | -                              | 19                             | 6                              | 0                              | 78    | 20    | 0     |
| 2024-2025             | Al-Nassr FC           | Saudi Pro League      | 13          | 8           | 0           | -               | -               | -               | -                 | -                 | -                 | ACL                            | 5                              | 4                              | 0                              | 18    | 12    | 0     |
| 2025-2026             | Fenerbahçe SK (prêt)  | Süper Lig             | 1           | 0           | 0           | -               | -               | -               | -                 | -                 | -                 | C1                             | 2                              | 1                              | 0                              | 3     | 1     | 0     |
| Total sur la carrière | Total sur la carrière | Total sur la carrière | 143         | 37          | 7           | 6               | 1               | 1               | 3                 | 2                 | 0                 | -                              | 26                             | 11                             | 0                              | 178   | 51    | 8     |

### En sélection nationale
| Saison                | Sélection             | Phases finales        | Phases finales | Phases finales | Phases finales | Éliminatoires CDM | Éliminatoires CDM | Éliminatoires CDM | Matchs amicaux | Matchs amicaux | Matchs amicaux | Total | Total | Total |
| Saison                | Sélection             | Compétition           | M              | B              | Pd             | M                 | B                 | Pd                | M              | B              | Pd             | M     | B     | Pd    |
| --------------------- | --------------------- | --------------------- | -------------- | -------------- | -------------- | ----------------- | ----------------- | ----------------- | -------------- | -------------- | -------------- | ----- | ----- | ----- |
| 2022-2023             | Colombie              | -                     | -              | -              | -              | -                 | -                 | -                 | 5              | 1              | 0              | 5     | 1     | 0     |
| 2023-2024             | Colombie              | Copa América 2024     | 1              | 0              | 0              | 3                 | 0                 | 0                 | 1              | 0              | 0              | 5     | 0     | 0     |
| 2024-2025             | Colombie              | -                     | -              | -              | -              | 5                 | 1                 | 0                 | -              | -              | -              | 5     | 1     | 0     |
| Total sur la carrière | Total sur la carrière | Total sur la carrière | 1              | 0              | 0              | 8                 | 1                 | 0                 | 6              | 1              | 0              | 15    | 2     | 0     |

## Palmarès

### En sélection nationale
- Colombie
  - Finaliste de la Copa América en 2024.

### Distinction individuelle
- But du mois de Premier League en septembre 2024[21].